# Archidiecezja Nowej Pamplony
Archidiecezja Nowej Pamplony (łac. Archidioecesis Neo-Pampilonensis, hisz. Arquidiócesis de Nueva Pamplona) – rzymskokatolicka archidiecezja ze stolicą w Pamplonie, w Kolumbii. Arcybiskup Nowej Pamplony jest metropolitą metropolii Nowa Pamplona.
Przymiotnik nowa (hisz. nueva) w nazwie miał odróżnić diecezję od hiszpańskiej diecezji Pampeluna (hisz. Pamplona).
W 2023 na terenie diecezji pracowały 63 sióstry zakonne.

## Sufraganie archidiecezji Nowej Pamplony
Sufraganiami archidiecezji Nowa Pamplona są diecezje:
- Arauca
- Cúcuta
- Ocaña
- Tibú

## Historia
25 września 1835 papież Grzegorz XVI bullą Coelestem agricolam erygował diecezję Nowej Pamplony. Dotychczas wierni z tych terenów należeli do archidiecezji Santa Fe w Nowej Grenadzie (obecnie archidiecezja bogotańska).
Wraz ze wzrostem wiernych z diecezji odłączyły się:
- 20 marca 1895 - diecezja Socorro (obecnie diecezja Socorro y San Gil)
- 2 kwietnia 1928 - prałatura terytorialna Río Magdalena (obecnie diecezja Barrancabermeja)
- 15 czerwca 1945 - prefektura apostolska Labateca (obecnie nieistniejąca). Część tych terenów powróciła do diecezji Nueva Pamplona 29 maja 1956.
- 1 sierpnia 1951 - prałatura terytorialna Bertrania en el Catatumbo (obecnie diecezja Tibú)
- 17 grudnia 1952 - diecezja Bucaramanga (obecnie archidiecezja Bucaramanga)
- 29 maja 1956 - diecezja Cúcuta

29 maja 1956 papież Pius XII podniósł diecezję Nowej Pamplony do rangi archidiecezji metropolitalnej.

## Biskupi i arcybiskupi Nowej Pamplony

### Biskupi Nowej Pamplony
- José Jorge Torres Estans (1837 - 1853)
- José Luis Niño (1856 - 1864)
- Bonifacio Toscano (1865 - 1874)
- Ignacio Antonio Parra (1875 - 1909)
- Evaristo Blanco (1909 - 1915)
- Rafael Afanador y Cadena (1916 - 1956)

### Arcybiskupi Nowej Pamplony
- Bernardo Botero Alvarez CM (1956 - 1959)
- Aníbal Muñoz Duque (1959 - 1968) od 1966 także przewodniczący Konferencji Episkopatu Kolumbii; następnie mianowany koadiutorem arcybiskupa Bogoty
- Alfredo Rubio Diaz (1968 - 1978)
- Mario Revollo Bravo (1978 - 1984) następnie mianowany arcybiskupem Bogoty i wikariuszem polowym Kolumbii
- Rafael Sarmiento Peralta (1985 - 1994)
- Víctor Manuel López Forero (1994 - 1998) następnie mianowany arcybiskupem Bucaramangi
- Gustavo Martínez Frías (1999 - 2009)
  - Jaime Prieto Amaya (2009 - 2010) administrator apostolski, biskup Cúcuty

Mapa diecezji

- Luis Madrid Merlano (2010 - 2018)
- Jorge Alberto Ossa Soto (od 2019)